# Popularna literatura
Popularna literatura je ime za literaturo, namenjeno množičnemu konzumu. 

## Kaj zajema sodobna slovenska popularna/žanrska literatura
Če želimo vedeti,kaj pomeni biti popularen na slovenski knjižni sceni, moramo slediti elementu množičnosti. Seznami najbolj izposojanih del in avtorjev v letu 2010 naj bi pokazali, kaj ima status sodobne slovenske popularne literature. Izposoja je boljši pokazatelj kot prodaja, saj so pri izposoji številke večje in torej statistično relevantnejše; Slovenci so po izposoji v evropskem vrhu, po kupovanju knjig pa na evropskem dnu.
Gre za tri vrste knjig, ki so bile v letu 2010 v Sloveniji najbolj izposojane: mladinske knjige, svetovna in domača klasika za šolsko berilo ter prevedeni ljubezenski romani. Zares popularni so le slednji, ker po njih posegajo bralci iz lastnega interesa; po slovenskih romanih je bralsko povpraševanje nekajkrat manjše kot po tujih.
Najbolj brani oz. izposojani prevedeni ljubezenski romani v letu 2010 so:
Kathleen E. Woodiwiss: Pepel v vetru, Vreden ljubezni, Shanna in Zimska vrtnica, Sandra Brown: Nebeška vročica, Ray Kluun: Pride ženska k zdravniku
Najbolj izposojane knjige domačih in svetovnih klasikov:
Sofoklej: Antigona, Fjodor Mihajlovič Dostojevski: Zločin in kazen, William Shakespeare: Romeo in Julija
Med klasičnimi mladinskimi avtorji pa najdemo med najbolj branimi:
Prežihov Voranc, Ela Peroci, Tone Partljič, Vid Pečjak, Tone Seliškar, Kajetan Kovič, Fran Milčinski,Svetlana Makarovič
Zanimivo je dejstvo, da domačih avtorjev, ki bi ne bili obvezno ali polobvezno šolsko berilo, med prvimi stotimi naslovi ni. Edina izjema je s kresnikom nagrajeni roman Čefurji raus! Gorana Vojnovića, ki je z izposojo med 6500 in 7000 že dve leti zapored na 11. oz. 9. mestu.

### Najbolj izposojane domače knjige za odrasle
Če upoštevamo seznam, ki ne vsebuje imen tujih in mrtvih avtorjev, tudi tu na prvih mestih prevladujejo otroški in mladinski avtorji in nagovarjajo k izenačevanju  mladinske in popularne literature. Ko pa se ozremo za tistimi, ki pišejo tudi za odrasle, najdemo na vrhu Deso Muck, Ivana Sivca in Bogdana Novaka. Prvo ime, ki z mladino nima več nobene veze, najdemo šele na 15. mestu, to je Darja Hočevar, ki piše pod psevdonimom Stella Noris. Piše ljubezenske kriminalke Ljubezen z neznanko, Noro zaljubljena, Ljubosumje ne umre, Noč in megla, Skrivnostno izginotja in romance Ranjeno srce, Grenko spoznanje ... Še nižje na lestvici najdemo Romano Berni z naslovi Ljubezen ni le beseda, Zmaga srca, Zmota, Poredni dekleti, Zmota, Ljubim te, skrivnostno dekle ..., Aksinjo Kermauner s knjigo Smaragdna obzorja: Tanjin ladijski dnevnik, Mašo Modic in Azro Širovnik z besediloma Na hrbtu črnega žrebca, Tašča.
To so leposlovne knjige, po katerih posegajo bralci sami, šola jih kvečjemu odsvetuje, njihov bralski sloves oblikujejo hvaležni bralci in ga ustno sporočajo naprej. Tako si popularno literaturo zares predstavljamo: kot knjige, ki jih ljudje berejo množično iz lastnega interesa.

### Branost kresnikovih nominirancev in nagrajencev leta 2010
Izposoja posameznega popularnega romana je primerljiva z izposojo lanskega s kresnikom nagrajenega romana, ki pa jo je spodbujala podjetna medijska promocija. Izjema je izstopajoči Čefurji raus! Gorana Vojnoviča z 1000 do 2400 izvodov. Nagrajeni roman Svinjske nogice Tadeja Goloba je imel 1750 bralcev, drugi kresnikovci so ostali zadaj: Ljubezen je v zraku Janija Virka (1058 izvodov), Opazovalec Evalda Flisarja (936 izvodov)in Lahko Andreja Skubica (450 izvodov).
Tudi ko rangiramo avtorje glede na branost njihovega celotnega opusa, se letošnji nominiranci ne prebijejo na vidna mesta. Naprej se je uspelo preriniti le starim kresnikovcem Lainščku, Vojnoviću in Jančarju. 
Ob primerjavi s kresnikovci je potrebno dodati, da popularno literaturo določata poleg branosti do neke mere še ženski spol avtorjev (med kresnikovci žensk ni) in dovolj obsežen in v zavesti bralcev kontinuirano prisoten opus prepoznavne avtorske blagovne znamke.

### Literarna kvaliteta: popularnost
Pomembno je, komu je knjiga namenjena in za kakšen namen. Del, ki izhajajo pri založbah, prepoznavnih po uredniškem zavzemanju za umetniško produkcijo, ki na tiskovnih konferencah skrbijo za kritiške recenzije, in avtorjev, ki v medijih prisegajo na literarno kvaliteto in tekmujejo za literarne nagrade, bralci ne iščejo pod nalepko popularna literatura. Merila literarne kvalitete so jezikovni artizem, kompleksnost in aktualnost sporočila, pomenska polifonija, interpretabilnost besedila, avtorjev dialog s svetovno in domačo literarno tradicijo, ocene v časopisju, subvencije, nagrade, vpis v literarno zgodovino ...
Popularna literatura pa nastaja zgolj z razvedrilnim namenom (tolažba, spodbuda, opoj, eskapizem, konformizem …), kar bralci hitro prepoznajo po založbi, imenu avtorice, knjižni opremi in ljudskem glasu. Poleg razvedrilnega namena, blagovne znamke založnika in avtorja je pomembno merilo popularnosti tudi branost. Popularna literatura ne računa na subvencije, pozitivne kritike, nagrade, kanonizacijo in na vpis v literarno zgodovino, ampak samo na zadovoljno nestremljivo bralko, ki z rednim plačevanjem knjižnične vpisnine omogoča delovanje literarnega sistema.